# Луций Катилий Север Юлиан Клавдий Регин
Лу́ций Кати́лий Севе́р Юлиа́н Кла́вдий Реги́н (лат. Lucius Catilius Severus Iulianus Claudius Reginus; умер, предположительно, в 140 году, Римская империя) — древнеримский государственный деятель, консул-суффект 110 года. В 120 году был коллегой по консульской должности императора Антонина Пия.

## Биография
Луций принадлежал к неименитому плебейскому роду Катилиев, происходивших из Вифинии или из сирийской Апамеи. Службу он начал квестором в Азии и, прежде чем стал городским претором, находился на посту народного трибуна около 99/100 года. Около 104 года Регин занимал должность легата XXII Фортуны Перворожденной легиона. Затем он побывал на финансовых постах: между 105 и 107 годом Луций был префектом военного эрария, а с 108 по 110 год префектом Сатурнова эрария. Уже в 110 году был назначен консулом-суффектом вместе с Гаем Эруцианом Силоном. В 114—117 годах в должности легата пропретора Регин управляет провинциями Армения и Каппадокия. Он, вероятно, был одним из тех, кто одобрял миротворческую политику императора Адриана и расформирование трёх восточных провинций — Ассирии и Месопотамии и Армении (передачу которой под контроль царя Вагарша I осуществлял сам Регин).
В 120 году он становится ординарным консулом вместе с Титом Аврелием Фульвом Аррием Антонином. В 123—125 годах в качестве проконсула управлял провинцией Африка. По возвращении в Рим был назначен префектом города Рима. На этой должности Регин находился ещё в 138 году, когда выступил против объявления наследником Антонина Пия, за что император Адриан отстранил его от занимаемой должности. После отставки Регин вёл уединённую жизнь в собственных поместьях.
Возможно, Катилий Север приходился дедом по материнской линии матери Марка Аврелия, Домиции Луцилле.